# Албрехт II фон Верденберг-Хайлигенберг
Албрехт II (III) фон Верденберг-Хайлигенберг „Млади“ (на немски: Albrecht II (III) von Werdenberg-Heiligenberg „der Jüngere“; * ок. 1345; † между 22 юли 1371 и 6 януари 1373) от странична линия на род Верденберги е граф на Верденберг и Хайлигенберг.

## Произход
Той е син на граф Албрехт I фон Верденберг-Хайлигенберг († ок. 1364/1365) и съпругата му Катарина фон Кибург († 1342), дъщеря на граф Хартман I фон Кибург († 1301) и Елизабет фон Фрайбург († 1322). Внук е на Хуго II фон Верденберг-Хайлигенберг († 1305/1307/1309) и графиня Еуфемия фон Ортенбург († 1316).

## Фамилия
Първи брак: с Мехтилд фон Монфор-Тетнанг († 5 юли 1344), дъщеря на граф Влхелм I (II) фон Монфор-Тетнанг-Брегенц († 1348/1350) и Кунигунда фон Раполтщайн († сл. 1315). Те имат един син:
- Хуго IV фон Верденберг-Райнег († 15 март 1390), граф на Верденберг-Рейнег, женен за Берта фон Кирхберг

Втори брак: между 3 юли 1343 и 5 юли 1344 г. за бургграфиня Агнес фон Нюрнберг († сл. 6 октомври 1363) от род Хоенцолерн, вдовица на граф Бертхолд IV фон Нойфен-Марщетен-Грайзбах († 1342), дъщеря на бургграф Фридрих IV фон Цолерн-Нюрнберг († 1332) и Маргарета от Каринтия († 1348). Те имат децата:
- Албрехт III фон Верденберг-Хайлигенберг-Блуденц/IV (* пр. 1367; † 1420), последният граф на Блуденц, женен на 15 февруари 1383 г. в Шаунбург за Урсула фон Шаунберг († сл. 10 август 1412)
- Албрехт IV фон Верденберг-Хайлигенберг/V († 4 май 1418), граф на Верденберг-Хайлигенберг, женен пр. 1336 г. за Агнес фон Монфор-(Тостерс) († 30 март сл. 1394)
- Хайнрих IV фон Верденберг-Хайлигенберг-Райнек/VI († 24 декември 1392/24 юни 1393), граф на Верденберг-Хайлигенберг-Райнек, женен за Анна фон Монфор-Тостерс († сл. 22 април 1379)
- Елизабет фон Верденберг († 2 май 1419), омъжена пр. 1 октомври 1367 г. за Улрих II, господар на Рецюнс (+ сл. 1415)
- Катарина фон Верденберг († сл. 1397), омъжена I. за граф Дитхелм VI фон Тогенбург (X) († 1385), II. 1386/1387 г. за граф Хайнрих V фон Верденберг-Сарганс († 1397).

## Галерия
- Герб на род фон Верденберг
- Герб на графовете на Верденберг-Хайлигенберг
- Дворец Верденберг
- Дворец Хайлигенберг